# Женска фудбалска репрезентација Гваделупа
Женска фудбалска репрезентација Гваделупа (фр. Selección femenina de fútbol de Guadalupe) је фудбалски тим који представља Гваделуп на међународним такмичењима под контролом је Фудбалског савеза Гваделупа који се налази у оквиру Карипске фудбалске уније и Конкакаф-а. Фудбалски савез није члан ФИФА.

## Историја
Приликом оснивања женске фудбалске репрезентације Гваделупа 1985. године скоро ниједна земља на свету није имала женску фудбалску репрезентацију. Тим није наступио ни у једној званичној утакмици 2008. године Женска фудбалска репрезентација Гвадалупа учествовала је на Првенству Кариба за жене 2000. године. У првој утакмици на свом терену 30. априла победили су Мартиник са 3 : 0. У реваншу на Мартинику 21. маја изгубили су са 1 : 5.

## Позадина
Фудбалски савез Гваделупa (Ligue Guadeloupéenne de Football (LGF)) је водећа асоцијација овог спорта у земљи, али је повезана са Фудбалским савезом Француске. У 2008. години, 28,7% спортиста у земљи биле су жене.